# Aulacoserica tinanti
Aulacoserica tinanti är en skalbaggsart som beskrevs av Louis Burgeon 1943. Aulacoserica tinanti ingår i släktet Aulacoserica och familjen Melolonthidae. Inga underarter finns listade.